# Crystal Power
Crystal Power (скор. CP) — відомий всеукраїнський аніме-клуб, перший поміж подібних  в Україні, що був заснований у місті Київ і діяв з 1997 по 2009 рік. Мав велику аніме-колекцію приблизно у 130 творів (станом на 2002 рік), та чотири папки зі старими записами про великий спектр діяльності клубу. Частину своєї діяльності клуб вів українською. Надзвичайно сильно вплинув на популяризацію і розповсюдження аніме-культури в Україні, зокрема організовуючи багато тематичних заходів, що відбувалися вперше на теренах України.

## Історія
Метою створення клубу була потреба популяризації манґи, аніме та японської культури серед молоді на противагу алкоголю та наркотикам, об'єднання фанатів жанру для спілкування та спільної діяльності.
Хоча по телебаченню, і зокрема «Новий канал» і показували аніме-телесеріали Сейлор Мун та Сакуру, але Україні було потрібно більше аніме для аудиторії поціновувачів жанру, і тому вони записували аніме з німецьких, польських, російських телеканалів. Спочатку вони називали себе просто «Фан-клуб Сейлор Мун». Назва «Crystal Power» з'явилося пізніше (хоча словосполучення знову ж таки з аніме Сейлор Мун).

### Створення клубу
Перші анкети для вступу в клуб набиралися на друкарській машинці, у які вклеювалися фото учасників на 10х15. Згодом, анкети створювалися типографічно. У перші роки зв'язок з учасниками клубу тримався за допомогою листування (оскільки ні мобільний зв'язок, ні інтернет ще не набули широкого поширення), оскільки переважна більшість їх проживали не у столиці. У цей час, в клубі збиралася колекція аніме, оскільки до початку 2000-х років в українському ефірі його не було зовсім.
У перші роки такої діяльності важливу роль відігравала доступність київсько-клубної колекції аніме, яке в той час було у дефіциті. Окрім молоді були учасники й досить похилого віку — найстаршим членом був 70-річний чоловік.

### Розвиток клубу
Оскільки це була одна з найперших аніме-організацій в Україні, багато уваги приділялося популяризації аніме у віддалених від центру регіонах. Таким чином, члени вирішили випускати друковану газету, яку можна було передавати з рук у руки. Газета, яку вони почали випускали, називалася «Tsukini Kawatte» (В ім'я місяця), а потім стала іменуватися «Аната» (зараз, вона практично не виходить).
Делегати клубу їздили містами України, брали з собою касету із японськими кліпами, тексти (як правило, що таке аніме і що таке манга) йшли в школи й виступали. Іноді виступи відбувалися у 2-3 школах в день. Прямо з поїзда делегати клубу йшли в школу, дітей часто знімали з уроків, в основному це були учні старших класів.
Саме так і було у Запоріжжі. Перший раз вони приїхали, виступили та набрали нових людей до клубу. Вдруге вони вирішили зробити ставку на Сейлор Мун, хоча був вже рік 2003, але Сейлор Мун була все одно дуже популярною. З Києва із запорожцями був організований «День Сейлор Мун», який так і називався. Учасники клубу клеїли оголошення на стовпах. Приходили люди, яких вони загітували по школах, а також члени їх філії клубу із Запоріжжя, а також деякі дитячі клуби, які потім влилися в новий клуб «Rising Sun» (зараз це цілком самостійний клуб в Запоріжжі).
Вони створювали представництва практично скрізь, де це було можливо, але вони рано чи пізно переходили на автономне існування, створюючі власні клуби, тому з ними було складно координуватися (все ще поштою і телефоном). Насправді клубу не вистачало ресурсів, та членів адміністрації на підтримку постійного зв'язку з регіональними відділеннями. Так в Україні, почали з'являтися інші аніме-клуби, зокрема львівський «White Reflection» та запорізький «Rising Sun», оскільки делегати їздили Україною для обміну досвідом та аніме. Основними філіалами стали: Запоріжжя, Харків, Львів та Севастополь. Пізніше додалися Черкаси. Філіали створювалися навіть на базі невеличких сіл. З часом, майже усі регіональні філії перетворилися у повноцінні клуби, перейнявши досвід засновників руху та почали влаштовувати власні заходи та фестивалі. Клуб співпрацював з Українсько-Японським центром JICA та Культурним центром «Сан».
Клуб зв'язувався з відомими японцями. Наприклад, у 2004-му приїжджав Оно Мотохіро, щоб писати книгу про Україну. Він також познайомився з активістами клубу. Йому дуже сподобалося те, що вони робили. Він був присутній також на їх фестивалі, який називався «АніКон» як «живий експонат», тому що роль його полягала в навчанні їжі паличками. У виданій ним книзі є сторінка про клуб та світлини.
Викладачка японської мови Інаба-сенсей, яка приїздила до України раз на пів року і безплатно викладає японську, разом з активістами «Crystal Project» їздила у дитячі будинки. Вони не тільки виступали, але і також розповідали про японську культуру. І не обов'язково про аніме та мангу. Виступи відбувалися в жартівливій, ігровій формі як лекції, які перемежовувалися з виступами, піснями й танцями. Пані Інаба привезла з Японії кілька справжніх кімоно, і вони змогли влаштувати дітям переодягання в кімоно.
А у 2005 році японська журналістка Маюмі Маруяма написала про клуб статтю в популярному японському тижневику «Asahi Shimbun».
Восени 2005 року клуб ставив виставу про Сейлор Мун з 4 дій. Це був не косплей або косплей-постановка, а повноцінний спектакль, перший у своєму роді. У фіналі пісню співали всі актори. Тоді в учасників клубу виникла ідея створити музичний гурт. Згодом, люди, що виступали у спектаклі були залучені для створення колективу «Crystal Project», коли гурт вже почав підійматися на більш професійний рівень.
На піку популярності, «КП» взяв назву «Міжнародний аніме-клуб Crystal Power». Проте клуб мав лише по одному представнику в Росії, Польщі, США та Македонії, тож з часом знову став тільки всеукраїнським.

## Занепад
Через потужну конкуренцію серед комерційних аніме-клубів та фестивалів «Crystal Power» втратив популярність. Через поширеність інтернету, гостра потреба у клубах, що розповсюджують аніме, почала зникати. До того часу вже була сформована досить розширена організаційна структура, яка, втім зазнавала різних особистих непорозумінь, зокрема через відсутність новачків.
У 2006-му році на різних аніме-заходах у Києві почало з'являтися аніме у продажі, зазвичай неліцензійне. Використання аніме на комерційній основі викликало несприйняття у багатьох членів «Crystal Power». Клуб відмовився комерціалізувати свою діяльність, залишаючись безплатним у багатьох аспектах свого існування.
У наступні роки було створено декілька успішних комерційних аніме-фестивалів, які відтягнули на себе більшість аніме-спільноти, ще більше віддаливши спільноту від ідей аніме-клубів. Одним з показових прикладів можна назвати Перший Всеукраїнський Фестиваль Японської Анімації, що був проведений у 2008 році організаторами Всеросійського фестивалю японської анімації у Воронежі, і представниками аніме-клубів України та Росії. Географія оргкомітету чимала: Київ, Харків, Сімферополь, Черкаси, Херсон, Вороніж, Ростов-на-Дону, Балаково, П'ятигорськ, Москва, Санкт-Петербург, Вальдкірх. Подія викликала значний ажіотаж серед спільноти, та вивела проведення таких заходів на новий рівень. Комерційні фестивалі майже цілком знищили цілу низку некомерційних заходів, серед яких були й щорічні фестивалі клубу «Crystal Power».
Проте колишні учасники клубу й надалі підтримують зв'язки одне з одним: дотепер діє інтернет-представництво, відбуваються зустрічі та щорічні збори. Архіви клубу містять приблизно 800 анкет учасників.

## Діяльність
- Популяризація аніме, манги та японської культури у школах міст України.
- Випуск безкоштовної газети «Аната», яка спочатку називалася «Tsukini Kawatte».
- Організація щорічних фестивалів, у тому числі на день народження клубу.
- Поїздки Україною, зокрема в Крим з організацією тематичних заходів, зокрема, серія фестивалів «Анікон».